# Hypostatická pneumonie
Hypostatická pneumonie je zápal plic. Je častou příčinou smrti imobilních pacientů vyššího věku, případně kuřáků. Právě u pacientů upoutaných dlouhodobě na lůžko dochází k hromadění krve a hlenu v zádových partiích plic. V tomto prostředí se pak daří například stafylokokům.